# کفش طلای اروپا
کفش طلای اروپا، جایزه‌ای فوتبالی است که در پایان هر فصل به بهترین گل‌زن لیگ‌‌های اروپایی اعطا می‌شود. این جایزه، مجسمه‌ای از یک کفش فوتبال طلایی است و اهدای آن از فصل ۱۹۶۷–۱۹۶۸ شروع شده‌است. این جایزه در ابتدا از سوی مجله لکیپ (از ۱۹۶۷–۱۹۹۱) معرفی می‌شد اما از سال ۱۹۹۶ تاکنون، اروپا اسپورت مدیا برگزاری مراسم و اعطای آن را برعهده دارد. در حال حاضر، لیونل مسی با ۶ بار کسب این جایزه رکورددار است.

## تاریخچه
در میان سال‌های ۱۹۶۸ و ۱۹۹۱، این جایزه به بهترین گل‌زن اروپا در هر لیگی داده می‌شد، که این امر بدون در نظر گرفتن تعداد بازی‌ها و قدرت تیم‌های حاضر در آن لیگ بود. در طی این دوره، اوزه‌بیو، گرد مولر، دودو جورجسکو و فرناندو گومز هرکدام دو بار برندهٔ کفش طلای اروپا شدند.
به‌دنبال اعتراضی از سوی اتحادیه فوتبال قبرس که مدعی بودند بازیکنی در لیگ قبرس با زدن ۴۰ گل شایستهٔ دریافت کفش طلای اروپا است. این در حالی بود که آمار رسمی جدول گلزنان این فصل، عدد ۱۹ را برای بهترین گل‌زن نشان می‌داد. در نتیجه، مجلهٔ لکیپ در فاصلهٔ سال‌های ۱۹۹۱ تا ۱۹۹۶ از اعطای جایزه خودداری کرد.
از فصل ۱۹۹۶–۱۹۹۷، اروپا اسپورت مدیا مسئولیت اعطای جایزه را برعهده گرفت و سیستم امتیازی تازه‌ای را بنیان نهاد، بر اساس این سیستم امتیازی، گل‌زنان لیگ‌های سخت می‌توانستند برندهٔ کفش طلا شوند حتی اگر تعداد گل‌های آن‌ها کمتر از گل‌های بازیکنان لیگ‌های ضعیف‌تر بود. تشخیص سطح لیگ‌ها نیز بر اساس رده‌بندی ضریب یوفا انجام می‌شود که به نتایج پنج سال اخیر باشگاه‌های هر لیگ در یوفا بستگی دارد. گل‌های زده‌شده در پنج لیگ برتر اروپا با توجه به ضریب یوفا، با ضریب دو برابر محاسبه می‌شوند، گل‌های به ثمر رسیده در لیگ‌های رتبهٔ ۶ تا ۲۱ با ضریب ۱/۵ ضرب می‌شوند و گل‌های به ثمر رسیده در لیگ‌های رتبهٔ ۲۲ و پایین‌تر نیز با ضریب ۱ محاسبه می‌شوند. بنابراین، گل‌های زده‌شده در لیگ‌های دارای رتبهٔ بالاتر، بیش‌تر از گل‌های لیگ‌های ضعیف محاسبه می‌شوند. از زمان آغاز این تغییرات، تنها دو برندهٔ کفش طلا از لیگ‌هایی غیر از پنج لیگ برتر اروپا بودند که عبارتند از هنریک لارشون (۲۰۰۰-۲۰۰۱) از لیگ برتر اسکاتلند و ماریو جاردل (۱۹۹۸-۱۹۹۹ و ۲۰۰۱-۲۰۰۲) از لیگ برتر پرتغال.

## برندگان

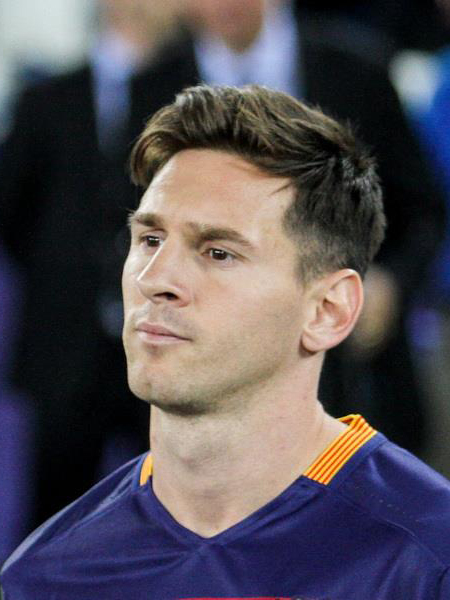
لیونل مسی شش بار برندهٔ این جایزه شده‌است و با ۹۱ گل زده در فصل ۲۰۱۱–۲۰۱۲ رکورددار بیش‌ترین تعداد گل زده‌است

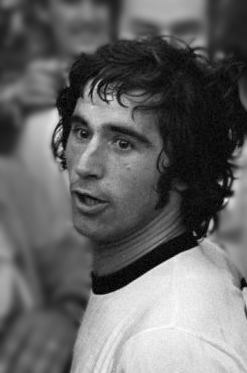
گرد مولر، اولین بازیکنی بود که سه بار برندهٔ این جایزه شد، در ۱۹۷۰ و ۱۹۷۲

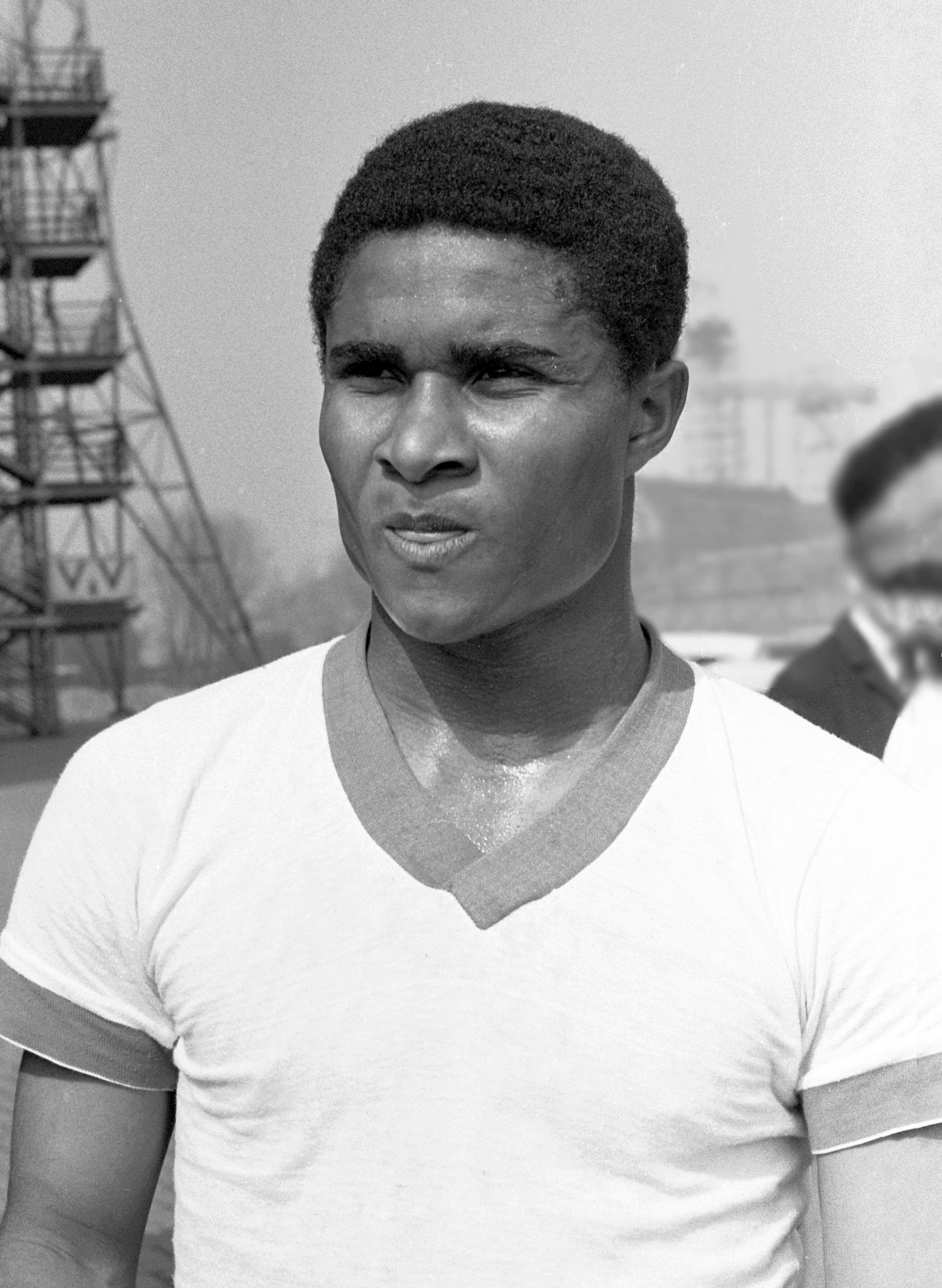
اوزه‌بیو، اولین برنده این جایزه در سال ۱۹۶۸ بود

| بازیکن (X) | نشان‌دهندهٔ تعداد دفعاتی است که این بازیکن برندهٔ کفش طلا تا آن زمان شده‌است |
| ^          | نشان‌دهندهٔ این است که تیمِ این بازیکن، قهرمان لیگ نیز شده‌است               |

| فصل                                        | بازیکن                | باشگاه                          | لیگ          | گل‌ها | امتیاز |
| ------------------------------------------ | --------------------- | ------------------------------- | ------------ | ---- | ------ |
| جوایز اهداشدهٔ لکیپ                         |                       |                                 |              |      |        |
| ۱۹۶۷–۶۸                                    | اوزه‌بیو               | بنفیکا^                         | لیگ برتر     | ۴۲   | —      |
| ۱۹۶۸–۶۹                                    | پیتر ژخوف             | زسکا صوفیه^                     | لیگ دسته اول | ۳۶   | —      |
| ۱۹۶۹–۷۰                                    | گرد مولر              | بایرن مونیخ                     | بوندس‌لیگا    | ۳۸   | —      |
| ۱۹۷۰–۷۱                                    | یوسیپ اسکوبلار        | المپیک مارسی^                   | لیگ ۱        | ۴۴   | —      |
| ۱۹۷۱–۷۲                                    | گرد مولر (۲)          | بایرن مونیخ^                    | بوندس‌لیگا    | ۴۰   | —      |
| ۱۹۷۲–۷۳                                    | اوزه‌بیو (۲)           | بنفیکا^                         | لیگ برتر     | ۴۰   | —      |
| ۱۹۷۳–۷۴                                    | هکتور یازالده         | باشگاه فوتبال اسپورتینگ پرتغال^ | لیگ برتر     | ۴۶   | —      |
| ۱۹۷۴–۷۵                                    | دودو جورجسکو          | دینامو بخارست^                  | لیگ دسته اول | ۳۳   | —      |
| ۱۹۷۵–۷۶                                    | سوتیریس کایافاس       | اومانیا^                        | لیگ دسته اول | ۳۹   | —      |
| ۱۹۷۶–۷۷                                    | دودو جورجسکو (۲)      | دینامو بخارست^                  | لیگ دسته اول | ۴۷   | —      |
| ۱۹۷۷–۷۸                                    | هانس کرانکل           | راپید وین                       | بوندس‌لیگا    | ۴۱   | —      |
| ۱۹۷۸–۷۹                                    | کیس کیست              | آلکمار                          | لیگ برتر     | ۳۴   | —      |
| ۱۹۷۹–۸۰                                    | اروین فاندنبرگ        | لیرسه                           | لیگ دسته اول | ۳۹   | —      |
| ۱۹۸۰–۸۱                                    | گیورگی اسلاوکوف       | بوتو پلوودیو                    | لیگ دسته اول | ۳۱   | —      |
| ۱۹۸۱–۸۲                                    | ویم کیفت              | آژاکس^                          | لیگ برتر     | ۳۲   | —      |
| ۱۹۸۲–۸۳                                    | فرناندو گومز          | پورتو                           | لیگ برتر     | ۳۶   | —      |
| ۱۹۸۳–۸۴                                    | ایان راش              | لیورپول^                        | لیگ دسته اول | ۳۲   | —      |
| ۱۹۸۴–۸۵                                    | فرناندو گومز (۲)      | پورتو^                          | لیگ برتر     | ۳۹   | —      |
| ۱۹۸۵–۸۶                                    | مارکو فان باستن       | آژاکس                           | لیگ برتر     | ۳۷   | —      |
| ۱۹۸۶–۸۷                                    | تونی پولستر           | باشگاه فوتبال آستریا وین        | بوندس‌لیگا    | ۳۹   | —      |
| ۱۹۸۷–۸۸                                    | تانجو چولاک           | گالاتاسرای^                     | سوپر لیگ     | ۳۹   | —      |
| ۱۹۸۸–۸۹                                    | دورین ماتئوتس         | دینامو بخارست                   | لیگ دسته اول | ۴۳   | —      |
| ۱۹۸۹–۹۰                                    | هوگو سانچز            | رئال مادرید^                    | لا لیگا      | ۳۸   | —      |
| ۱۹۸۹–۹۰                                    | هریستو استویچکوف      | زسکا صوفیه^                     | لیگ دسته اول | ۳۸   | —      |
| ۱۹۹۰–۹۱                                    | دارکو پانچف           | ستاره سرخ^                      | لیگ دسته اول | ۳۴   | —      |
| برندگانی که در ابتدا جایزه را نگرفته بودند |                       |                                 |              |      |        |
| ۱۹۹۱–۹۲                                    | آلی مکویست            | رنجرز^                          | لیگ برتر     | ۳۴   | —      |
| ۱۹۹۲–۹۳                                    | آلی مکویست (۲)        | رنجرز^                          | لیگ برتر     | ۳۴   | —      |
| ۱۹۹۳–۹۴                                    | دیوید تیلور           | پورث‌مادوگ                       | لیگ ولز      | ۴۳   | —      |
| ۱۹۹۴–۹۵                                    | آرسن آوتیسیان         | هومنتمن                         | لیگ برتر     | ۳۹   | —      |
| ۱۹۹۵–۹۶                                    | زی‌وایِد اندلادزه       | مارگویتی                        | لیگ برتر     | ۴۰   | —      |
| جوایز اهداشدهٔ اروپا اسپورت مدیا            |                       |                                 |              |      |        |
| ۱۹۹۶–۹۷                                    | رونالدو               | بارسلونا                        | لا لیگا      | ۳۴   | ۶۸     |
| ۱۹۹۷–۹۸                                    | نیکس ماچلاس           | باشگاه فوتبال ویتس‌آرنهم         | لیگ برتر     | ۳۴   | ۶۸     |
| ۱۹۹۸–۹۹                                    | ماریو جاردل           | پورتو                           | لیگ برتر     | ۳۶   | ۷۲     |
| ۱۹۹۹–۲۰۰۰                                  | کوین فیلیپس           | ساندرلند                        | لیگ برتر     | ۳۰   | ۶۰     |
| ۲۰۰۰–۰۱                                    | هنریک لارشون          | سلتیک^                          | لیگ برتر     | ۳۵   | ۵۲٫۵   |
| ۲۰۰۱–۰۲                                    | ماریو جاردل           | اسپورتینگ^                      | لیگ برتر     | ۴۲   | ۶۳     |
| ۲۰۰۲–۰۳                                    | روی ماکای             | دپورتیوو لاکرونیا               | لا لیگا      | ۲۹   | ۵۸     |
| ۲۰۰۳–۰۴                                    | تیری آنری             | آرسنال^                         | لیگ برتر     | ۳۰   | ۶۰     |
| ۲۰۰۴–۰۵                                    | تیری آنری (۲)         | آرسنال                          | لیگ برتر     | ۲۵   | ۵۰     |
| ۲۰۰۴–۰۵                                    | دیگو فورلان           | ویارئال                         | لا لیگا      | ۲۵   | ۵۰     |
| ۲۰۰۵–۰۶                                    | لوکا تونی             | فیورنتینا                       | سری آ        | ۳۱   | ۶۲     |
| ۲۰۰۶–۰۷                                    | فرانچسکو توتی         | رم                              | سری آ        | ۲۶   | ۵۲     |
| ۲۰۰۷–۰۸                                    | کریستیانو رونالدو     | منچستر یونایتد                  | لیگ برتر     | ۳۱   | ۶۲     |
| ۲۰۰۸–۰۹                                    | دیگو فورلان (۲)       | اتلتیکو                         | لا لیگا      | ۳۲   | ۶۴     |
| ۲۰۰۹–۱۰                                    | لیونل مسی             | بارسلونا^                       | لا لیگا      | ۳۴   | ۶۸     |
| ۲۰۱۰–۱۱                                    | کریستیانو رونالدو (۲) | رئال مادرید                     | لا لیگا      | ۴۰   | ۸۰     |
| ۲۰۱۱–۱۲                                    | لیونل مسی (۲)         | بارسلونا                        | لا لیگا      | ۵۰   | ۱۰۰    |
| ۲۰۱۲–۱۳                                    | لیونل مسی (۳)         | بارسلونا^                       | لا لیگا      | ۴۶   | ۹۲     |
| ۲۰۱۳–۱۴                                    | لوییس سوارز           | لیورپول                         | لیگ برتر     | ۳۱   | ۶۲     |
| ۲۰۱۳–۱۴                                    | کریستیانو رونالدو (۳) | رئال مادرید                     | لا لیگا      | ۳۱   | ۶۲     |
| ۲۰۱۴–۱۵                                    | کریستیانو رونالدو (۴) | رئال مادرید                     | لا لیگا      | ۴۸   | ۹۶     |
| ۲۰۱۵–۱۶                                    | لوییس سوارز (۲)       | بارسلونا^                       | لا لیگا      | ۴۰   | ۸۰     |
| ۲۰۱۶–۱۷                                    | لیونل مسی (۴)         | بارسلونا                        | لا لیگا      | ۳۷   | ۷۴     |
| ۲۰۱۷–۱۸                                    | لیونل مسی (۵)         | بارسلونا^                       | لا لیگا      | ۳۴   | ۶۸     |
| ۲۰۱۸–۱۹                                    | لیونل مسی (۶)         | بارسلونا^                       | لا لیگا      | ۳۶   | ۷۲     |
| ۲۰-۲۰۱۹                                    | چیرو ایموبیله         | لاتزیو                          | سری آ        | ۳۶   | ۷۲     |
| ۲۰۲۰–۲۱                                    | رابرت لواندوفسکی      | بایرن مونیخ^                    | بوندس لیگا   | ۴۱   | ۸۲     |
| ۲۰۲۱–۲۲                                    | رابرت لواندوفسکی      | بایرن مونیخ^                    | بوندس لیگا   | ۳۵   | ۷۰     |
| ۲۰۲۲–۲۳                                    | ارلینگ هالند          | منچستر سیتی^                    | لیگ برتر     | ۳۶   | ۷۲     |
| ۲۰۲۳–۲۴                                    | هری کین               | بایرن مونیخ                     | بوندس لیگا   | ۳۶   | ۷۲     |
| ۲۰۲۴–۲۵                                    | کیلیان امباپه         | رئال مادرید                     | لا لیگا      | ۳۱   | ۶۲     |

## آمارها
لیونل مسی با ۶ بار کسب جایزه کفش طلا رکورددار دریافت این جایزه است که همگی این جوایز را در دوران بازی‌اش در بارسلونا کسب کرده‌است. مسی همچنین با ۵۰ گل زده در فصل ۲۰۱۱–۲۰۱۲ دارندهٔ رکورد بیش‌ترین تعداد گل زده‌است؛ که با ضریب یوفا، دارندهٔ رکورد ۱۰۰ امتیاز نیز هست. گرد مولر از بایرن مونیخ نخستین بازیکنی بود که در فصل‌های ۱۹۶۹–۱۹۷۰ و ۱۹۷۱–۱۹۷۲ برای دومین بار برندهٔ کفش طلا شد. مسی نخستین بازیکنی بود که سه بار برندهٔ جایزه شد، کریستیانو رونالدو نیز اولین بازیکنی بود که چهار بار برندهٔ کفش طلا شد، مسی نخستین و تنها بازیکنی است که برای بار پنجم و ششم برندهٔ این جایزه شد. همچنین مسی تنها بازیکنی است که این جایزه را در سه سال پیاپی کسب کرده‌است (در سال‌های ۲۰۱۶–۲۰۱۷، ۲۰۱۷–۲۰۱۸ و ۲۰۱۸–۲۰۱۹).
آلی مکویست (۱۹۹۱–۱۹۹۲، ۱۹۹۲–۱۹۹۳)، تیری آنری (۲۰۰۳–۲۰۰۴، ۲۰۰۴–۲۰۰۵)، لیونل مسی (۲۰۰۹–۲۰۱۰، ۲۰۱۱–۲۰۱۲، ۲۰۱۲–۲۰۱۳ و ۲۰۱۶–۲۰۱۷، ۲۰۱۷–۲۰۱۸، ۲۰۱۸–۲۰۱۹) و کریستیانو رونالدو (۲۰۰۷–۲۰۰۸، ۲۰۱۰–۲۰۱۱، ۲۰۱۳–۲۰۱۴، ۲۰۱۴–۲۰۱۵) تنها بازیکنانی هستند که در سال‌های پیاپی نیز جایزه را برده‌اند. دیگو فورلان (ویارئال، اتلتیکو)، لوییس سوارز (لیورپول،بارسلونا)، ماریو جاردل (پورتو، اسپورتینگ) و کریستیانو رونالدو (منچستر یونایتد، رئال مادرید) نیز تنها بازیکنانی هستند که این جایزه را با دو باشگاه مختلف برنده شده‌اند.

### برندگان چندباره
| بازیکن            | تاریخ تولد      | تعداد | فصل‌ها                                                | سن                                               |
| ----------------- | --------------- | ----- | ---------------------------------------------------- | ------------------------------------------------ |
| لیونل مسی         | ۲۴ ژوئن ۱۹۸۷    | ۶     | ۲۰۰۹–۱۰، ۲۰۱۱–۱۲، ۲۰۱۲–۱۳، ۲۰۱۶–۱۷، ۲۰۱۷–۱۸، ۲۰۱۸–۱۹ | ۶ کفش طلا به‌ترتیب در۲۳، ۲۵، ۲۶، ۳۰، ۳۱، ۳۲ سالگی |
| کریستیانو رونالدو | ۵ فوریه ۱۹۸۵    | ۴     | ۲۰۰۷–۰۸، ۲۰۱۰–۱۱، ۲۰۱۳–۱۴ (مشترک)، ۲۰۱۴–۱۵           | ۴ کفش طلا به‌ترتیب در ۲۳، ۲۶، ۲۹، ۳۰ سالگی        |
| اوزه‌بیو           | ۲۵ ژانویه ۱۹۴۲  | ۲     | ۱۹۶۷–۶۸، ۱۹۷۲–۷۳                                     | ۳۱                                               |
| گرد مولر          | ۳ نوامبر ۱۹۴۵   | ۲     | ۱۹۶۹–۷۰، ۱۹۷۱–۷۲                                     | ۲۶                                               |
| دودو جورجسکو      | ۱ سپتامبر ۱۹۵۰  | ۲     | ۱۹۷۴–۷۵، ۱۹۷۶–۷۷                                     | ۲۶                                               |
| فرناندو گومز      | ۲۲ نوامبر ۱۹۵۶  | ۲     | ۱۹۸۲–۸۳، ۱۹۸۴–۸۵                                     | ۲۸                                               |
| آلی مکویست        | ۲۴ سپتامبر ۱۹۶۲ | ۲     | ۱۹۹۱–۹۲، ۱۹۹۲–۹۳                                     | ۳۰                                               |
| ماریو جاردل       | ۱۸ سپتامبر ۱۹۷۳ | ۲     | ۱۹۹۸–۹۹، ۲۰۰۱–۰۲                                     | ۲۸                                               |
| تیری آنری         | ۱۷ اوت ۱۹۷۷     | ۲     | ۲۰۰۳–۰۴، ۲۰۰۴–۰۵ (مشترک)                             | ۲۸                                               |
| دیگو فورلان       | ۱۹ مه ۱۹۷۹      | ۲     | ۲۰۰۴–۰۵ (مشترک)، ۲۰۰۸–۰۹                             | ۳۰                                               |
| لوییس سوارز       | ۲۴ ژانویه ۱۹۸۷  | ۲     | ۲۰۱۳–۱۴ (مشترک)، ۲۰۱۵–۱۶                             | ۲۹                                               |

### برندگان بر پایهٔ باشگاه
| تیم               | بازیکنان | مجموع |
| ----------------- | -------- | ----- |
| بارسلونا          | ۳        | ۸     |
| رئال مادرید       | ۳        | ۶     |
| بایرن مونیخ       | ۳        | ۵     |
| دینامو بخارست     | ۲        | ۳     |
| پورتو             | ۲        | ۳     |
| زسکا صوفیه        | ۲        | ۲     |
| لیورپول           | ۲        | ۲     |
| آژاکس             | ۲        | ۲     |
| اسپورتینگ         | ۲        | ۲     |
| آرسنال            | ۱        | ۲     |
| بنفیکا            | ۱        | ۲     |
| رنجرز             | ۱        | ۲     |
| هومنتمن           | ۱        | ۱     |
| آستریا وین        | ۱        | ۱     |
| راپید وین         | ۱        | ۱     |
| لیرسه             | ۱        | ۱     |
| بوتو پلوودیو      | ۱        | ۱     |
| اومانیا           | ۱        | ۱     |
| منچستر یونایتد    | ۱        | ۱     |
| ساندرلند          | ۱        | ۱     |
| المپیک مارسی      | ۱        | ۱     |
| زستاپونی          | ۱        | ۱     |
| فیورنتینا         | ۱        | ۱     |
| رم                | ۱        | ۱     |
| آلکمار            | ۱        | ۱     |
| ویتس‌آرنهم         | ۱        | ۱     |
| سلتیک             | ۱        | ۱     |
| اتلتیکو           | ۱        | ۱     |
| دپورتیوو لاکرونیا | ۱        | ۱     |
| ویارئال           | ۱        | ۱     |
| گالاتاسرای        | ۱        | ۱     |
| پورث‌مادوگ         | ۱        | ۱     |
| ستاره سرخ         | ۱        | ۱     |
| منچستر سیتی       | ۱        | ۱     |

### برندگان بر پایهٔ ملیت
| ملیت      | بازیکن(ها) | مجموع |
| --------- | ---------- | ----- |
| پرتغال    | ۳          | ۸     |
| آرژانتین  | ۲          | ۷     |
| هلند      | ۴          | ۴     |
| اروگوئه   | ۲          | ۴     |
| بلغارستان | ۳          | ۳     |
| رومانی    | ۲          | ۳     |
| برزیل     | ۲          | ۳     |
| فرانسه    | ۲          | ۳     |
| اتریش     | ۲          | ۲     |
| ایتالیا   | ۲          | ۲     |
| ولز       | ۲          | ۲     |
| یوگسلاوی  | ۲          | ۲     |
| انگلستان  | ۲          | ۲     |
| آلمان     | ۱          | ۲     |
| اسکاتلند  | ۱          | ۲     |
| لهستان    | ۱          | ۲     |
| ارمنستان  | ۱          | ۱     |
| بلژیک     | ۱          | ۱     |
| قبرس      | ۱          | ۱     |
| گرجستان   | ۱          | ۱     |
| یونان     | ۱          | ۱     |
| مکزیک     | ۱          | ۱     |
| سوئد      | ۱          | ۱     |
| ترکیه     | ۱          | ۱     |
| نروژ      | ۱          | ۱     |

### برندگان بر پایهٔ لیگ
| لیگ          | مجموع | بازیکن(ها) |
| ------------ | ----- | ---------- |
| لا لیگا      | ۱۶    | ۸          |
| لیگ برتر     | ۷     | ۴          |
| لیگ برتر     | ۶     | ۵          |
| بوندس‌لیگا    | ۵     | ۳          |
| لیگ برتر     | ۴     | ۴          |
| لیگ دسته اول | ۳     | ۳          |
| سری آ        | ۳     | ۳          |
| لیگ برتر     | ۳     | ۲          |
| لیگ دسته اول | ۳     | ۲          |
| بوندس‌لیگا    | ۲     | ۲          |
| لیگ ۱        | ۱     | ۱          |
| لیگ دسته اول | ۱     | ۱          |
| لیگ برتر     | ۱     | ۱          |
| سوپر لیگ     | ۱     | ۱          |
| لیگ دسته اول | ۱     | ۱          |
| لیگ برتر     | ۱     | ۱          |
| لیگ برتر     | ۱     | ۱          |
| لیگ برتر     | ۱     | ۱          |
| لیگ دسته اول | ۱     | ۱          |